# Хаин, Марк Моисеевич
Марк Моисе́евич Ха́ин (род. 27 июня 1937, Ленинград, РСФСР, СССР) — российский тренер по пауэрлифтингу, тяжёлой атлетике.

## Биография
В 1960 году закончил факультет физвоспитания Пермского педагогического института.
1962–1971 — Пермское высшее командно-инженерное училище, преподаватель кафедры физподготовки, тренер по тяжёлой атлетике.
1971 — по настоящее время — преподаватель кафедры физической культуры и спорта, тренер по тяжёлой атлетике (до 2000), тренер по пауэрлифтингу Пермского университета. Судья городских и краевых соревнований.

## Тренерские достижения
Воспитал несколько поколений пермских спортсменов-тяжелоатлетов и пауэрлифтеров. Под его руководством сборные Пермского университета неоднократно выигрывали чемпионаты России по пауэрлифтингу.
Среди них:

### Тяжёлая атлетика
Мастера спорта СССР (чемпионы Пермской области, России):
Александр Лобанов (победитель кубка России, чемпион мира среди ветеранов), Владимир Кощеев, Владимир Дмитрюк, Вадим Презман, Евгений Спиро, Дмитрий Медовщиков, Вячеслав Чечушков, Сергей Катаев, Вадим  Субботин.

### Пауэрлифтинг
Мастера спорта России международного класса:
- Константин Отавин — член сборной России, чемпион России, Европы, Евразии, мира, рекордсмен России и мира;[5][6]
- Артём Пашиев — чемпион Пермского края, России, мира, абсолютный рекордсмен Пермского края;[7]
- Татьяна Васильева — член студенческой сборной России, чемпион зонального чемпионата России;[8]
- Михаил Мочалов[9] — многократный чемпион Пермского края, многократный чемпион ПФО, дважды серебряный чемпион России среди ветеранов;[10]
- Борис Федосеев[11] — чемпион России среди ветеранов.

Мастера спорта России:
- Марина Котельникова — член сборной России, многократный чемпион России,  чемпион Европы, серебряный призёр чемпионата мира;[12][13][14]
- Валерия Хохлова[15] — чемпион России (студенческий чемпионат), чемпион Пермского края;
- Светлана Юдина[16] — серебряный призёр чемпионата России среди юниоров;[17]
- Динара Гайнуллина[18] — шестикратный чемпион Пермского края;
- Екатерина Гармашова[19] — рекордсменка России по жиму лёжа среди студентов;[17]
- Александр Филимончиков[20] — многократный чемпион Пермского края,  (к. геол.-мин. н.);
- Станислав Лукин[21] — золотой и серебряный чемпион Пермского края;
- Владимир Грибанов — первый из защитившихся у М. М. Хаина (в 1993 году) мастеров спорта (к. э. н.);[7]

Анастасия Шихалева; Дмитрий Губанов (к. э. н.); Елена Манзёнкина, и др.

## Избранные публикации М. Хаина
- Любимова А. С., Хаин М. М. Методика проведения практических занятий по специализации «пауэрлифтинг» в вузе / А. С. Любимова, М. М. Хаин // Физическая культура, спорт, туризм научно-метод. сопровождение: сб. материалов Всерос. науч.-практ. конф. с междунар. участием. Перм. гос. пед. ун-т. Пермь: Астер, 2014. С. 191. 195.
- Хаин М. М. Классификация и методика использования подводящих развивающих упражнений в тренировочном процессе троеборцев / М. М. Хаин // Физическая культура и спорт в сфере образования учащейся молодежи : сборник материалов 4 межвузовской научно-практической конференции, посвященной 85-летию высшего образования на Урале (22–29 ноября 2002 г.) / Чайков. гос. ин-т физ. культуры. Чайковский, 2001. С. 125–126.
- Хаин М. М. Некоторые аспекты предсоревновательной психологической подготовки в пауэрлифтинге / М. М. Хаин // Перспективные технологии и методики в спорте, физической культуре и туризме : сборник материалов всероссийской научно-практической конференции (22–24 октября 2002 г.). / Чайков. гос. ин-т физ. культуры. Чайковский, 2002. С. 143–145.
- Хаин, М. М., Любимова А. С. Состояния сознания в пауэрлифтинге / М. М. Хаин, А. С. Любимова // Физическая культура, спорт, туризм» науч.- метод. сопровожд.: сб. матер. Всерос. науч.- практ. конф. с междунар. участием. Перм. гос. пед. ун-т. Пермь: Астер, 2014. С. 335–336.